# Coralie Frei
Coralie Marie Frei (geb. 12. Oktober 1951) ist eine Krankenschwester und Schriftstellerin in den Komoren. Derzeit lebt sie in der Schweiz. Sie ist die erste Frau aus den Komoren, die einen Roman verfasst hat. Bekannt ist sie für ihre Dichtung.

## Leben
Coralie wurde in Ouani geboren. Ihre Bildung erhielt sie zunächst in ihrer Heimatstadt und später  in Mutsamudu, sowie am Lycée Saïd Mohamed Cheik in Moroni. Nachdem sie 1973 ein Baccalaureat in Philosophie erworben hatte, heiratete sie. Die Ehe hatte jedoch keinen Bestand und sie ging für weitere Studien nach Frankreich. Dort bemühte sie sich auch um die Scheidung. Frei setzte ihre Studien in Englisch und Spanisch an den Universitäten Toulouse und Pau fort, wo sie auch erneut heiratete. Nachdem sie ihren Abschluss in Pau erworben hatte, entschied sie sich stattdessen eine Krankenschwestern-Ausbildung zu machen. Zugleich zog sie fünf Kinder groß. Mittlerweile ist sie schon Großmutter. Sie hat schon immer geschrieben und Gedichte und Romane verfasst. Sie schreibt sowohl in Französisch als auch in Deutsch. Sie hat sechs Bücher und zwei CDs veröffentlicht und Teile ihrer Gedichte wurden auch vertont.

## Werke
- La perle des Comores
- L’autre côté de l’océan
- Le journal de Maya. Confidences dun chat[2]